# Campo de Azaba
Campo de Azaba es como se denomina a la zona más meridional de la subcomarca española del Campo de Argañán, que se recoge dentro de la comarca de Ciudad Rodrigo, situada en el suroeste de la provincia de Salamanca, junto a la frontera con Portugal.

La comarca conocida por el nombre de Campo o Campos de Argañán está presente en la conciencia de los habitantes de toda o casi toda la provincia (...) Ocupa el extremo occidental de la provincia, entre la ribera del Azaba y la frontera de Portugal desde Camporredondo hasta La Alberguería (...) Toda la mitad oriental del viejo Campo de Argañán es conocida hoy como Campo y Ribera de Azaba, precisamente el valle de este riachuelo desde su nacimiento hasta su confluencia con el Águeda, cerca de Gallegos de Argañán.
Las comarcas históricas y actuales de la provincia de Salamanca (1976), Antonio Llorente

Ha sido declarada LIC y ZEPA dentro del proyecto Red Natura 2000 debido a su potencial contribución a restaurar el hábitat natural, incluyendo los ecosistemas y la biodiversidad de la fauna y flora silvestre. La zona protegida afecta a 8 municipios, los de Campillo de Azaba, Carpio de Azaba, Espeja, Fuentes de Oñoro, Ituero de Azaba, La Alamedilla, La Alberguería de Argañán y Puebla de Azaba, así como a parte de los términos municipales de Ciudad Rodrigo, El Bodón, Fuenteguinaldo y La Encina, bordeando la comarca. Su delimitación coincide con la frontera de Portugal por el oeste, con la autovía A-62 por el norte, con la C-526 por el oeste y con la CV-148 y la SA-200 por el sur. La zona de ZEPA afecta a un total de 36.495,86 ha mientras la que zona catalogada como LIC afecta a una superficie ligeramente menor, de 36.064,64 ha.
En este marco de la Red Natura 2000 se ha desarrollado el proyecto Reserva Biológica Campanarios de Azaba de la Fundación Naturaleza y Hombre, una finca de 522 ha situada en el término municipal de Espeja, que constituye el único espacio del entorno no sometido a caza, para que sea lugar de cría, alimentación y reposo de especies, distribuidor de biodiversidad hacia el resto del territorio.

## Ecosistemas
Su importancia vegetal radica principalmente en la existencia de bosques y dehesas de roble, encina y alcornoque así como, en menor medida, por brezales oromediterráneos endémicos con aliaga, lagos eutróficos naturales con vegetación Magnopotamion o Hydrocharition, matorrales termomediterráneos y pre-estépicos, zonas subestépicas de gramíneas y anuales del Thero-Brachypodietea, prados húmedos mediterráneos de hierbas altas del Molinion-Holoschoenion, fresnedas termófilas y bosques galería de Salix alba y Populus alba.
Entre las especies más significativas destacan primero y por encima de todo la cigüeña negra, con interés nacional y el cernícalo primilla, con interés internacional. Entre los mamíferos se encuentran la nutria y el topillo de cabrera, muy extendido, entre los anfibios el sapillo pintojo ibérico, entre los peces la boga de río y entre los invertebrados las ondas rojas.

## Amenazas
Los principales riesgos del ecosistema provienen de la explotación de áridos y su lavado en el escaso caudal de la ribera del Azaba o de los residuos de las explotaciones de ganado porcino.